# XXXIV Puchar Gordona Bennetta (balonowy)
34 Puchar Gordona Bennetta – zawody balonów wolnych o Puchar Gordona Bennetta zorganizowane w gminie Lech w Austrii. Start nastąpił 2 września 1990 roku.

## Uczestnicy
Wyniki zawodów.
| Zajęte miejsce | Balon             | Załoga Pilot Pomocnik pilota      | Kraj                                 | Czas lotu [h] | Odległość [km] | Miejsce lądowania                 |
| -------------- | ----------------- | --------------------------------- | ------------------------------------ | ------------- | -------------- | --------------------------------- |
| 1.             | OE-PZS Polarstern | Josef Starkbaum Gerd Scholz       | Austria                              | 33:20         | 692,50         | Schiave di Abruzzo, Pescara (ITA) |
| 2.             |                   | Lawrence Hyde Fred T. Gorell      | Stany Zjednoczone                    | 19:43         | 605,60         | Vrpolje, Sibenik (F_YUG)          |
| 3.             |                   | Karl Spenger Christian Stoll      | Szwajcaria                           | 14:07         | 264,40         | Navellara, Reggio Emilia (ITA)    |
| 4.             |                   | Alan Fraenckel John Stuart-Jervis | Wyspy Dziewicze Stanów Zjednoczonych | 21:02         | 243,20         | Castel San Giovanni (ITA)         |
| 5.             |                   | Silvan Osterwalder Rolf Sutter    | Szwajcaria                           | 09:07         | 205,10         | Sandrigo (ITA)                    |
| 6.             |                   | Helma Sjuts Alfred Derks          | RFN                                  | 10:15         | 197,90         | San Peretto (ITA)                 |
| 7.             |                   | Volker Kuinke Jürgen Schubert     | RFN                                  | 09:07         | 187,40         | Recoaro, Schio (ITA)              |
| 8.             |                   | John Mike Wallace A.M. Fairbanks  | Stany Zjednoczone                    | 08:30         | 178,80         | San Leonardo (ITA)                |
| 9.             | SP-BZO Polonez    | Stefan Makné Grzegorz Antkowiak   | Polska                               | 10:17         | 176,80         | Ome (ITA)                         |
| 10.            |                   | Alfred Nater Otto Anderegg        | Szwajcaria                           | 08:51         | 152,90         | D Ogna (ITA)                      |
| 11.            |                   | Thomas Lewetz Silvia Wagner       | Austria                              | 08:51         | 131,80         | Foppolo (ITA)                     |
| 12.            |                   | Thomas Fink Günter Oberseider     | RFN                                  | 08:58         | 121,20         | Carona (ITA)                      |
| 13.            |                   | David Levin Frank Rider           | Stany Zjednoczone                    | 06:50         | 106,90         | Ponte di Legno (ITA)              |